# 国家地理林业信息研究所

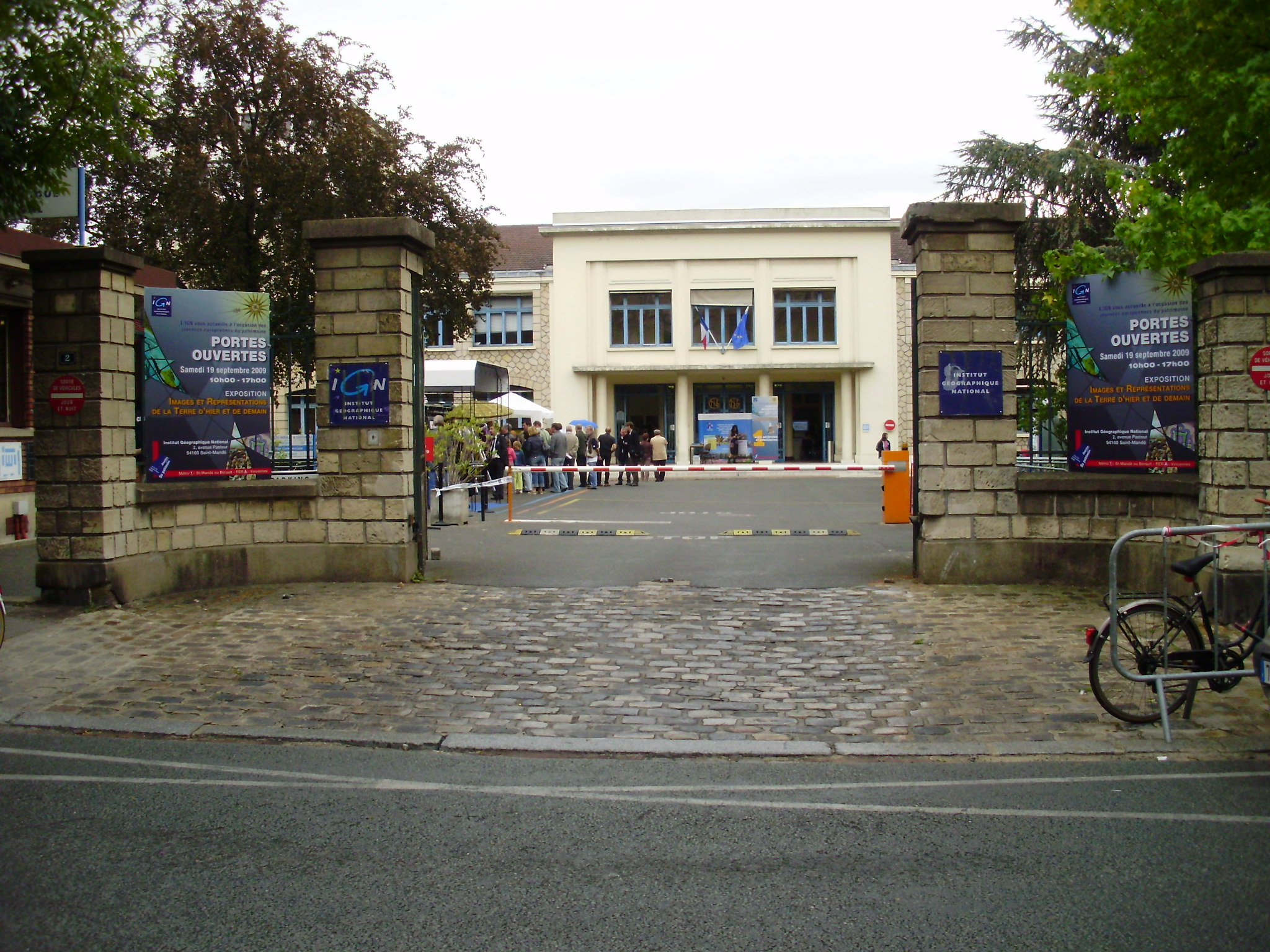
研究所在圣蒙德校舍的入口

国家地理林业信息研究所（法語：Institut national de l’information géographique et forestière）是法国的一个公共管理机构，负责管理法国以及其海外属地的地理资讯。在2012年一月一日合并国家森林资源清查（IFN）前，叫国家地理学院（Institut Géographique National），但现在保留了IGN的缩写。1940年6月26日通过法令成立，并在年底接替了陆军地理服务(SGA)。2014年12月7日Daniel Bursaux成为所长。